# Polski Wojskowy Komitet Wykonawczy
Polski Wojskowy Komitet Wykonawczy – powołany 17 czerwca 1917 roku w czasie I Ogólnego Zjazdu Wojskowych Polaków w Piotrogrodzie w celu wykonania uchwał zjazdu w zakresie organizowania polskiego wojska w Rosji i reprezentowania jego na zewnątrz. 
Formowaniem wojska miała zająć się 6 osobowa komisja wyłoniona przez Polski Wojskowy Komitet Wykonawczy, który składał się z 15 członków i 3 zastępców członków. Ogół członków komitetu wraz z Zarządem Centralnym Związków Wojskowych Polaków w Rosji wchodził w skład Naczelnego Polskiego Komitetu Wojskowego.